# Куликоль (Акжарський район)
Кулико́ль (каз. Қулыкөл) — село у складі Акжарського району Північноказахстанської області Казахстану. Адміністративний центр Куликольського сільського округу.
Населення — 671 особа (2021; 799 у 2009, 1040 у 1999, 1302 у 1989).
Національний склад станом на 1989 рік:
- казахи — 100 %.